# Verchni Vorota
Verchni Vorota, česky dříve Vyžní Verečky nebo také Vyšní Verečky (ukrajinsky Верхні Ворота, dříve Верхні Верецькі, maďarsky Felsőverecke) jsou obec v nyžněvorotské vesnické komunitě (hromadě), v mukačevském okrese Zakarpatské oblasti Ukrajiny. V roce 2025 zde žilo 2258 obyvatel.

## Místní části
- Berehovci, česky dříve Berehovce, ukrajinsky Береговці
- Drahušovci, česky dříve Drahušovce, ukrajinsky Драгушовці
- Koblyčka, ukrajinsky Кобличка

## Historie
Do uzavření Trianonské smlouvy byla obec součástí Uherska, poté součástí Československa. V roce 1921 zde stálo 229 domů a žilo zde 1385 obyvatel, z toho 1187 Rusínů a 187 Židů. Od 15. dubna 1939 byla obec součástí samostatného státu Karpatská Ukrajina; o několik dní později bylo Zakarpatí obsazeno maďarskými vojsky. Od roku 1945 byla součástí Ukrajinské sovětské socialistické republiky, která byla součástí SSSR. Od roku 1991 je součástí nezávislé Ukrajiny. Dne 12. června 2020 se stala součástí nyžněvorotské vesnické komunity.